# Daniel Miller (baloncestista)
Daniel Clayton Miller (Loganville, Georgia, 1 de julio de 1991) es un jugador de baloncesto estadounidense que juega en el Sendai 89ers de la B.League.

## Trayectoria deportiva
Formado en la Universidad de Georgia Tech, donde completó una carrera universitaria de cuatro temporadas, en la última de las cuales promedió 10.9 puntos, 7.8 rebotes y 2.4 tapones.
El jugador, que fue elegido en el Quinteto Ideal Defensivo de la ACC en las temporadas 2012/13 y 2013/14, disputó en el año 2013 la NBA Summer League en Las Vegas con los Washington Wizards.
En 2014 ficha por el Río Natura Monbus Obradoiro.

## Clubs
- Universidad de Georgia Tech (2010-2014)
- Obradoiro Club Amigos del Baloncesto (2014-2015)
- Akhisar Belediyespor (2015)
- Taranaki Mountainairs (2016)
- Levanga Hokkaido (2016-2018)
- Sendai 89ers (2018-2021)
- Levanga Hokkaido (2021-2022)